# Сава Джендов
Сава Господинов Джендов е български офицер от Държавна сигурност (генерал-майор).

## Биография
Сава Джендов е роден на 16 ноември 1933 година в село Даутлии (днес град Каблешково), Анхиалско, в средно заможно семейство. Има двама братя – единият е убит през 1944 година като партизанин, а другият по-късно също става офицер в Държавна сигурност. Завършва 10-и клас в Поморийската гимназия, а през 1952 година – новосъздаденото Народно Суворовско училище в София. На 2 август 1953 година се жени за Щиляна Илиева, родена през 1934 година в Поморие в средно селско семейство.
През октомври 1953 година Джендов завършва едногодишен курс в Народното военно гранично училище в Дървеница, произведен е в старши лейтенант и е назначен за взводен командир във Вътрешни войски. На 16 ноември 1957 година е повишен в старши лейтенант, а от октомври 1957 година е взводен командир в охранителен батальон на Вътрешни войски.
През пролетта на 1961 година Вътрешни войски са разформировани, а Сава Джендов е назначен в 07 отдел (външно наблюдение) на Второ управление на Държавна сигурност, след което преминава двумесечен курс по външно наблюдение в Школата „Георги Димитров“. От 1 януари 1963 година отделът за външно наблюдение става самостоятелен Втори отдел извън Второ управление. Джендов работи в 03 отделение за проследяване на чужденци от „капиталистическите“ страни, като през 1965 година става началник на група, а по това време започва да учи задочно право.
На 17 май 1966 година Джендов е върнат във Второ управление, а малко след това е повишен в майор. Работи в 03 отделение (активни мероприятия) на 04 отдел (европейски), като по-конкретно отговаря за част от контрола на посолството на Франция. От 1 януари 1969 година е заместник-началник на 03 отделение в новосъздадения 13 отдел (за Великобритания, Франция и Италия), а на 11 март е прехвърлен като началник на 02 отделение в 04 отдел (вече отговарящ само за Западна Германия и Австрия). През декември 1969 година е изпратен на двумесечен курс по руски език, а от февруари 1970 година преминава шестмесечен курс в школа на КГБ в Съветския съюз. Веднага след връщането си е повишен в подполковник.
На 1 април 1971 година Сава Джендов става заместник-началник на 08 отдел (туристи и транзитници), на 27 юни 1972 година – заместник-началник на 09 отдел (търговски), а на 31 юли същата година – заместник-началник на 04 отдел (Турция) във Второ главно управление. По това време той вече се ползва с привилегии на активен борец, въпреки че по време на Деветосептемврийския преврат е едва единадесетгодишен. От април до май 1974 година изкарва курс по преподготовка на ръководни кадри във Факултета за Държавна сигурност на Висшата школа „Георги Димитров“, а на 1 септември е предсрочно повишен в полковник. На 28 декември 1975 година става началник на 04 отдел.
На 18 април 1977 година Джендов е назначен за началник на самостоятелния Втори отдел (външно наблюдение) на Държавна сигурност с ранг на заместник-началник на управление. На 7 септември 1982 година е повишен в генерал-майор. През пролетта на 1984 година преминава двумесечен курс във Висшата школа на КГБ. На 6 юни 1985 година е върнат във Второ главно управление като негов заместник-началник. На 7 май 1986 година Сава Джендов оглавява новосформираното в отговор на бомбените атентати по време на т.нар. „Възродителен процес“ Направление „Терор“ в Шесто управление, като става и първи заместник-началник на управлението.
На 30 ноември 1989 година, малко след отстраняването на диктатора Тодор Живков, Сава Джендов е назначен за началник на Управлението за безопасност и охрана (УБО), което е отговорно за охраната и личните материални привилегии на най-висшите функционери на режима. По този начин той избягва уволнението си като висш ръководител на Шесто управление, което е формално закрито няколко седмици по-късно. Под негово ръководство започва бърза реорганизация на УБО, при която част от структурите му – най-вече свързаните с обслужването на партийното ръководство – са закрити или прехвърлени към Министерския съвет, а наброяващия 1300 души Първи отделен охранителен полк – към Вътрешни войски.
На 15 февруари 1990 година УБО е преобразувано в Служба за охрана, която е изведена от състава на Министерството на вътрешните работи и е пряко подчинена на Държавния съвет, но Джендов остава ръководител на новата структура. С промени в конституцията през април тя е преименувана на Национална служба за охрана (НСО), подчинена на президента, като Джендов отново запазва поста си. Освободен е от него с указ на президента Желю Желев от 21 февруари 1992 година, като е пенсиониран считано от 1 септември същата година.
След пенсионирането си Сава Джендов създава охранителната фирма „Гарант-М“. Той е активен и в политическите среди около Българската социалистическа партия (БСП) и е разглеждан като възможен вътрешен министър при съставянето на правителството на Жан Виденов през 1995 година и неуспешния опит за съставяне на правителство от Николай Добрев през 1997 година. През 1998 година е сред основателите на Движението за единство и развитие в БСП, наричано и „Генералско движение“.
Сава Джендов умира на 9 ноември 2007 година в София.

## Звания
- Лейтенант (28 октомври 1953 г.);
- Старши лейтенант (16 ноември 1957 г.);
- Капитан (9 юни 1961 г.);
- Майор (1 юни 1966 г.);
- Подполковник (2 септември 1970 г.);
- Полковник (1 септември 1974 г.);
- Генерал-майор (7 септември 1982 г.);

## Награди
- Медал „За боева заслуга“ (6 септември 1957)[4]
- Медал „За заслуги за сигурността и обществения ред“ (22 март 1973)[8]
- Медал „МВР“ I степен (25 август 1973)[8]
- Почетна значка на МВР (21 август 1978)[10]
- Орден „Народна република България“ III степен (21 август 1978)[10]
- Орден „9 септември 1944“ I степен с мечове (21 януари 1985)[10]
- Медал „За укрепване на бойното сътрудничество“, СССР (10 ноември 1985)[11]
- Орден „Народна република България“ I степен (17 април 1986, за принос в осъществяване на т.нар. „Възродителен процес“)[11][17]